# Mamluksultanatet (Kairo)
Mamluksultanatet i Egypten var ett rike i Nordafrika och Mellanöstern under senmedeltiden som regerades av mamluker, ursprungligen slavar från Kaukasus och Svarta havskusten. Riket bildades år 1250 och föll under osmanska erövringen av regionen år 1517.

## Historia

### Bakgrund
Saladin som var grundaren av ayyubidernas härskarätt (1171-1250), förenade Egypten jämte Syrien, delar av Arabien och Eufratländerna med mera under sitt välde. Efter hans död 1193 blev Egypten, under en av hans söner, åter ett rike för sig. En av Saladins efterträdare, Melik es-Salih Ayyub, köpte omkring 1240 tusentals slavar från Tjerkessien och Turan, lät öva dem i vapnens bruk och bildade av dem en stark livvakt, det så kallade mamlukernas, det vill säga slavarnas, garde. Han dog 1249 under sjunde korståget och efterträddes av sin son Turan Shah som året därpå mördades av slavsoldaterna vilka nu blev Egyptens herrar.

### Tidigt styre
När mamlukerna kom till makten rådde politisk instabilitet i riket med inbördes strider och ofta förekommande maktskiften. 1254 tog en grupp mamluker under Saif ad-Din Qutuz makten och kastade ut de då dominerande turanska bachriterna (bahariderna) som istället lierade sig med den ayyubidiska dynastin i Syrien. När mongolerna under Hülegü khan invaderade Syrien år 1258 slöt de två grupperna tillfällig fred. De besegrade mongolerna i slaget vid Ain Jalut varpå de inbördes stridigheterna återupptogs. 1260 mördades Qutuz av Baibars al-Bunduqdari från bahariderna som utropade sig till ny sultan. Under hans styre konsoliderades och stabiliserades mamlukernas välde och gjorde flera offensiver mot de angränsande korsfararstaterna. 1291 erövrades Acre vilket innebar slutet för Kungariket Jerusalem, den sista korsfararstaten i regionen. Bahariderna skulle bli den regerande dynastin i Mamluksultanatet fram till sent 1300-tal.
År 1261 gav Baibars fristad i Kairo åt en ättling till de abbasidiska kaliferna i Bagdad. Den sista regerande kalifen i Bagdad hade avrättats av mongolerna efter erövringen av Bagdad år 1258. Vid mamlukernas hov upprätthölls därefter som ett ärftligt andligt ämbete ett "skuggkalifat" ända till landets erövring av osmanerna 1517, men mycket reell makt besatt dessa kalifer inte utan var i praktiken underordnade mamluksultanerna och därför begränsade till sin religiösa auktoritet.

### Burjidynastin
Tronen bestegs 1382 av en ny mamlukdynasti, de tjerkessiska bordjiternas (Burjidynastin), under sultan Barkuk. Den mest betydande av deras sultaner var Kansuh el-Ghury (1501-16), vilken 1503-13 bekrigade portugiserna i Indiska oceanen för att åt sig och venetianerna rädda handeln med Indien. När han lät sändebud skickade av shah Ismaîl Safi av Persien till Republiken Venedig få fri lejd genom Syrien hamnade han i konflikt med den osmanske sultanen Selim I vid en tid då Osmanska riket hotades av dessa två makter. Selim förargades även över att Kansuh givit fristad i Egypten åt en osmansk tronpretendent
Osmanska styrkor besegrade mamlukernas vasall Dulkadir och invaderade år 1516 Syrien och slog mamlukhären vid Marj-Dabik nära Aleppo. Mamlukernas kavalleri kunde inte stå emot det osmanska artilleriet, sultan Kansuh stupade och hans efterträdare, Tuman bej II, förmådde inte hindra Selim från att 1517 erövra Kairo och hela Egypten. Mamlukerna behöll dock på många sätt sin ledande ställning i den nya osmanska provinsen Egypten som en slags adelsklass och fick tidvis större makt än de osmanska guvernörerna.